# 6,5 × 52 мм Манлихер-Каркано
6,5 × 52 мм Carcano (6.5×52 mm Mannlicher-Carcano) — унитарный патрон, применявшийся итальянской армией в Первой и Второй мировых войнах. Хотя боеприпас относится к классу полноразмерных винтовочных патронов, по показателю дульной энергии в 2,5 кДж он граничит с наиболее мощными представителями промежуточных, такими как 7,62 × 45 мм (2,3 кДж) и .280 British (2,6 кДж). Это, а также круглоносая форма пули с низким баллистическим коэффициентом, делали его эффективным лишь на расстоянии до 300–500 метров против 500–600 метров у винтовок Мосина, M1903 и Kar98k. 
Итальянская армия приняла патрон на вооружение в 1891 году, и сняла в 1950-х, когда НАТО стандартизировала патрон 7,62 × 51 мм для всех стран-участниц.

После Второй мировой войны винтовки Каркано и патроны к ним были распроданы на гражданском рынке.
Баллистические качества таких патронов не считались высокими, тем не менее, под такие патроны было создано несколько видов винтовок и карабинов Каркано в Италии и союзных с ней странах. Также этот патрон использовался в нескольких станковых и ручных пулеметах королевской итальянской армии.
После принятия патрона технические специалисты арсенала обеспокоились о характеристиках оригинального баллиститного заряда, так как этот метательный заряд считался слишком эрозионным (температура пламени 3000-3500 °C) и нестабильным в суровых климатических условиях. Было испытано несколько других зарядов, включая британский кордит, но без хороших результатов, пока Reale Polverificio del Liri (королевская фабрика взрывчатых веществ в Лири) не разработала новый метательный заряд под названием «Соленит», состоящий из тринитроцеллюлозы (40 %), динитроцеллюлозы (21 %), нитроглицерина (36 %) и минерального масла (3 %), и сформованный в крупные трубчатые зерна. Новый метательный заряд снизил температуру пламени до 2600 °C и оказался очень стабильным, и был принят на вооружение в 1896 году и никогда не менялся до конца военного производства патрона.
Печальную известность патрон получил после того как Ли Харви Освальд использовал его для убийства 35-го президента США Джона Кеннеди.
Гильзы патронов латунные с кольцевой проточкой. Тупоконечные пули устаревшего образца были постепенно заменены на оживальные. Оболочка пуль изготовлена из мельхиора или томпака. Диаметр пули — 6,72 мм, длина патрона — 76,3 мм.

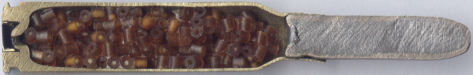
Патрон 6,5×52 мм Манлихер-Каркано в разрезе

## Появление и эволюция
После открытия Полем Мари Эженом Вьелем в 1884 году бездымного пороха путем желатинизации нитроцеллюлозы смесью эфира и спирта появилась возможность конструировать винтовки меньшего калибра, чем те, которые использовались до того времени. Итальянская Королевская армия была вооружена винтовками Vetterli-Vitali Mod. 1870/87 , Vetterli-Bertoldo Mod. 1870/82 и Vetterli-Ferracciù Mod. 1870/90 крупногo калибра- 10,35 × 47 мм R, с черным порохом, хорошего качества, но из-за этого открытия устаревшими .
Немцы, подражая французам, приняли в 1888 году калибр 7,92 × 57 мм, что поначалу казалось разумным выбором, но после некоторых экспериментов специальная техническая комиссия, назначенная Королевской армией, решила принять еще меньший калибр — 6,5 мм, что позволило бы войскам, помимо прочего, легко перевозить большее количество боеприпасов. Эта проблема уже возникала во время колониальных войн, когда нехватка боеприпасов для европейских войск представляла собой существенную проблему, особенно в отдаленных районах с ограниченными путями сообщения, что наглядно проявилось в поражении при Догали в 1887 году (и было трагически подтверждено в Адуа).
Официально принятый на вооружение 18 апреля 1890 года, боеприпас Mod. 90 отличался плоским дном гильзы и цилиндрическо- оживальной пулей. После возникновения проблем с экстракцией гильз из-за утечки газа из капсюля и последующей деформации основания, в 1895 году основание было модифицировано.
Во время Первой и Второй мировых войн гильзы изготавливались не только из меди, но и из стали, покрывавшейся темно-зеленым лаком.
Тупоконечная пуля этого патрона с оставалась неизменной в течение долгого времени, в то время как уже к концу девятнадцатого века большинство основных армий модифицировали свои боеприпасы для стрельбы пулями с острым концом, имеющими лучшие баллистические характеристики.
Однако этот патрон ценился за то, что был небольшим и легким (что позволяло легко переносить большое количество боеприпасов), а также довольно точным благодаря сравнительно небольшой отдаче. Однако его также критиковали именно потому, что его малый калибр имел меньшую кинетическую энергию, чем пули, используемые большинством других армий, калибры которых в среднем составляли от 7,5 мм до 8 мм.
Кроме того, поскольку центр тяжести пули не был смещен назад, как у осроконечных пуль и при ударе о мягкую цель (то есть пехотинца) она редко вращалась вокруг своего центра тяжести и, следовательно, в большинстве случаев полностью проходила через цель, оставляя рану меньшего диаметра и менее рваную, а значит, и более легкую для лечения (разумеется, если были поражены мягкие ткани). Следствием этого стало снижение убойности по сравнению с патронами других стран, чьи оживальные пули при ударе о цель становились неуравновешенными и «кувыркались», что приводило к более тяжелым и смертельным ранениям.
Кроме того, пуля не была по форме спитцером, а потому быстро теряла сверхзвуковую скорость, а значит, и точность. Эта проблема была весьма распространена для пуль 1890-х годов, тогда как в период, непосредственно предшествовавший Первой мировой войне, многие крупные державы переняли заостренную и высокоаэродинамическую конструкцию немецких и французских боеприпасов. После войны эта конструкция медленно набирала популярность (учитывая сокращение военного бюджета в 1920-х годах во многих странах мира), но в конце 1930-х годов она стала, несомненно, доминирующей даже в нескольких «малых» державах (например в Швеции, сначала ее приняли на вооружение снайперы, а затем к 1941 году — все стрелки), а также появились пули типа "спитцер " (заостренные) и сужающиеся к хвостовой части для улучшения аэродинамических характеристик- нововведение, уже использовавшееся французами с 1901 года (пуля 8 × 50 мм R Lebel тип D подполковника Дезалё). Итальянские вооруженные силы, в отличие от немецких, советских, американских, британских, шведских, швейцарских и т. д. не думали о сохранении исходного калибра путем его технологической адаптации, но предполагали (в 1938 году) заменить его другим (7,35 × 51 мм Каркано), но однако начало войны заставило эти планы отменить, а 6,5-мм патрон остался на вооружении.

## Оружие, использующее этот патрон
- Carcano M1891
- Веттерли-Каркано М1870/87/15
  - Пулеметы:
- Perino Mod. 1908
- FIAT-Revelli M1914
- Breda Mod. 30
- Vickers
- Максим М1906